# Acroscyphella iwatsukii
Acroscyphella iwatsukii är en bladmossart som först beskrevs av N.Kitag., och fick sitt nu gällande namn av N.Kitag. et Grolle. Acroscyphella iwatsukii ingår i släktet Acroscyphella och familjen Balantiopsidaceae.
Artens utbredningsområde är Nya Kaledonien. Inga underarter finns listade i Catalogue of Life.